# Édouard Nzambimana
Édouard Nzambimana, född 1945, död 2015, var regeringschef i Burundi 12 november 1976–13 oktober 1978.